# Беловолов, Михаил Васильевич
Михаил Васильевич Беловолов (18 ноября 1923, Ливенка, Воронежская губерния — 1974/1975, Катарбей, Иркутская область) — председатель колхоза, депутат Иркутского областного совета 10-го созыва, кавалер ордена Ленина.

## Биография
Родился 18 ноября 1923 в Ливенке. Русский.
Участник Великой Отечественной войны, в 1942 году демобилизован из рядов РККА по ранению.
Работал в Катарбейской МТС трактористом, затем — бригадиром тракторной бригады, механиком, главным инженером; с 1956 года — директором МТС.
В 1960 году окончил Тулунский техникум механизации сельского и лесного хозяйства по специальности техник-механик. В том же году избран председателем колхоза имени 21 партсъезда. За время работы в этой должности в колхозе резко выросло производство и продажа всех видов сельскохозяйственной продукции.
Избирался депутатом областного и районного Советов депутатов трудящихся, членом райкома КПСС, председателем Катарбейского сельского Совета (1973).

## Награды
- Орден Ленина (1966)
- Орден «Знак Почёта»
- Медаль «За доблестный труд»[2].